# Adonisea lanul
Adonisea lanul là một loài bướm đêm trong họ Noctuidae.